# Selasphorus
Selasphorus là một chi chim trong họ Chim ruồi.

## Các loài
Chi này gồm 9 loài:
| Image | Name                    | Common name | Distribution                                                                                       |
| ----- | ----------------------- | ----------- | -------------------------------------------------------------------------------------------------- |
|       | Selasphorus ardens      |             | western Panama                                                                                     |
|       | Selasphorus calliope    |             | California to British Columbia, and migrates to the Southwestern United States, Mexico             |
|       | Selasphorus ellioti     |             | El Salvador, Guatemala, Honduras, and Mexico.                                                      |
|       | Selasphorus flammula    |             | Costa Rica and western Panama.                                                                     |
|       | Selasphorus heloisa     |             | Mexico                                                                                             |
|       | Selasphorus platycercus |             | western United States and Western Canada to Mexico and Guatemala.                                  |
|       | Selasphorus rufus       |             | western United States and Mexican state of Guerrero                                                |
|       | Selasphorus sasin       |             | coastal California from Santa Barbara north, southern coastal Oregon, and southern central Mexico. |
|       | Selasphorus scintilla   |             | Costa Rica and Panama                                                                              |